# Pietro Simone Agostini
Pour les articles homonymes, voir Agostini.
Pietro Simone Agostini, également connu sous le nom de Piersimone Agostini ou avec d'autres variantes du prénom (Simenone) ou du nom (Augustini), (né à Forlì, en 1635 - décédé à Parme le 1er octobre 1680) est un compositeur italien.
Après avoir d'abord travaillé à Urbino et Milan, il a ensuite composé à Rome et Parme.

## Œuvres
Il a composé des motets, des oratorios, des cantates, des opéras (également en collaboration avec d'autres ) :
- Il Tolomeo, dramma per musica (Venise , 1658)
- La regina Floride, sur un livret de P. Manni (Milan, Teatro Ducale, 1669)
- Argia, principessa di Negroponte
- Ippolita reina delle amazzoni, sur un livret de Carla Maria Maggi (Milan, Teatro Ducale , 1670)
- Eliogabalo, sur un livret de Aurelio Aureli (Gênes , 1670)
- La costanza di Rosmonda, sur un livret de Aurelio Aureli (Gênes , 1670)
- Gl'inganni innocenti ovvero L'Adalinda, favola drammatica musicale sur un livret de Giovanni Filippo Apolloni, (Milan, Teatro Ducale , 1679)
- Il ratto delle Sabine, sur un livret de Giacomo Francesco Busani, ( Venise, Teatro saint Jean Chrysostome, 1680) .